# Carlos Hugo de Bourbon-Parma
Carlos Hugo de Bourbon-Parma (em francês: Charles-Hugues de Bourbon; Paris, 8 de abril de 1930 — Barcelona, 18 de agosto de 2010) foi o Chefe da Casa Ducal de Parma de 1977 até sua morte. Carlos Hugo era o pretendente carlista ao trono da Espanha e procurou mudar a direção política do movimento carlista através do Partido Carlista, do qual foi o chefe oficial durante o fatal Incidente de Montejurra. Seu casamento com a princesa Irene dos Países Baixos, em 1964, causou uma crise constitucional nos Países Baixos.

## Biografia
Foi batizado Hugues Sixte Robert Louis Marie Georges Jean Michel Benoît. Em 28 de junho de 1963, foi oficialmente renomeado Charles Hugues, por acórdão do Tribunal de Recurso de la Seine, França. Era cidadão francês e, desde 1980, cidadão naturalizado espanhol.
Concluiu o bacharelado em Montreal e estudou em Paris e na Universidade de Oxford.
Carlos Hugo é filho de Xavier, Duque de Parma e Madeleine de Bourbon-Busset. Em 1977, seu pai morreu, e Carlos sucedeu-lhe como Duque de Parma e chefe da Casa de Bourbon-Parma.
Em 1952, o pai de Carlos Hugo, Carlos Xavier de Bourbon-Parma, publicamente reivindicou o trono espanhol tendo sido ignorado pelo ditador espanhol Francisco Franco, que mais tarde optou pelo príncipe Juan Carlos para ser o seu sucessor. Em 5 de maio de 1957, proclamou-o Príncipe das Astúrias e Duque de San Jaime. Em fevereiro de 1964, Carlos Hugo assumiu o título de Duque de Madrid.
Carlos Hugo e Irene divorciaram-se em 27 de maio de 1981. Em fevereiro de 2008 foi revelado que estava sendo tratado de câncer. Em 2 de agosto 2010, o duque anunciou, através de seu site oficial, que sua saúde se estava deteriorando. Ele morreu em 18 de agosto de 2010 em Barcelona aos 80 anos. Os restos mortais do Duque de Parma foram levados de Barcelona para Haia no Fagel Dome, propriedade do Palácio Noordeinde (um dos quatro palácios oficiais da família real holandesa). O duque, foi então, transportado para Parma (Itália) onde foi sepultado na cripta de família, no Santuário de Santa Maria della Steccata.

## Honras
Durante sua vida, Carlos Hugo foi grão-mestre das várias ordens:
- Ordem de Constantino de St. George (Sacro Angelico Imperiale Costantiniano Ordine di San Giorgio) - contestada
- Ordem de St. Louis para o Mérito Civil (Real Ordine del Merito sotto il titolo di San Lodovico)
- Ordem de St. George de Mérito Militar (Ordine al Merito militare di San Giorgio di Lucca)

Ele também foi membro das ordens seguintes:
- Cavaleiro de Honra e Devoção da Ordem Soberana e Militar de Malta
- Grã-Cruz da Ordem da Casa de Orange